# Gauche radicale (groupe parlementaire)
Pour les articles homonymes, voir Gauche radicale.
La Gauche radicale est un groupe parlementaire français, formé à la Chambre des députés en 1881 et plusieurs fois renommé jusqu’à la fin de la Troisième République.
Initialement, le groupe réunit les « radicaux modérés », siégeant à l'extrême gauche et à gauche, avant d’évoluer au centre gauche à la Belle Époque.
En 1914, le Parti radical-socialiste demande à ses membres de rejoindre le groupe de la Gauche radicale-socialiste. Ne demeurent alors à la Gauche radicale que les radicaux indépendants qui refusent cette injonction, le groupe devenant alors centriste, puis s'ancrant au centre droit dans les années 1930.

## Histoire

### 1881: formation
Le groupe de la Gauche radicale à la Chambre des députés est créé en décembre 1881 à l'initiative d’Henri Chéneau, député du Cher.
Il est constitué de parlementaires issus des rangs de l'Union républicaine (opportunistes gambettistes) et, dans une moindre mesure, de l'Extrême gauche (radicaux intransigeants). Il s'agit de radicaux qui veulent aller plus loin dans les réformes, comme les membres de l'Extrême gauche, mais qui apportent leur soutien aux républicains de gouvernement.
Au cours de la troisième législature  (1881-1885), le groupe compte une cinquantaine de membres, dont :
- Antoine Achard (président en 1881)[1],[3]
- Edmond Ansart[1]
- Eugène Arrazat[1]
- Honoré Audiffred[1]
- Arthur Ballue[1]
- Claude Baltet[1]
- Louis Bizarelli[1],[3]
- Félix Bontoux[1]
- Émile Bouchet[1]
- Charles Boudeville[3]
- Amédée-Pierre Bovier-Lapierre[1],[3]
- Charles Boysset[3]
- Jacques-Eugène Bury[1]
- Armand Caduc[1]
- Jules Carret[3]
- Alexis Chavanne[1]
- Germain Casse[1]
- Octave Cazauvieilh[1]
- Henri Chéneau (fondateur)[1]
- Lucien Dautresme[1]
- Casimir Delhon[1]
- Jules Donnet[1]
- André Duclaud[1]
- Frédéric Escanyé[1]
- Lazare Escarguel[1]
- Jacques Michel Even[1],[3]
- Eugène Farcy[3]
- Paul Féau[1]
- Charles Floquet[3]
- Louis Florent-Lefebvre[1],[3]
- Jean Forné[1]
- Émile Fourcand[1]
- Gustave Franconie[1]
- Charles-Félix Frébault[1]
- Alfred Gasconi[1]
- Ferdinand Gatineau[1],[3]
- François Gilliot[1]
- Louis Guillot[1]
- Severiano de Heredia[1],[3]
- Sylvestre Hérisson[3]
- Léon Joubert[1]
- Philippe Émile Jullien[1],[3]
- Justin Labuze[1]
- Henri de Lacretelle[3]
- Victor Lagrange[3]
- Jean-Baptiste Lalanne[1]
- Amédée de La Porte[3]
- Jules Lasbaysses[3]
- Alfred Leconte[3]
- Charles Auguste Lefebvre[1],[3]
- Charles Lepère[3]
- Alphonse Le Porché[3]
- Désiré-Jules Lesguillier[3]
- Alfred Letellier[1]
- Édouard Lockroy[1],[3]
- Jean Félix Loranchet[3]
- Noël Madier de Montjau[3]
- Joseph Marion de Faverges[3]
- Félix Martin[3]
- Édouard Mathieu[1],[3]
- Alexandre Mauguin[1]
- Casimir Michou[1]
- Alfred Naquet[1]
- Pierre Papinaud[3]
- Louis Pierre-Alype[1]
- Joseph Pochon[3]
- Christophe Pradon[1]
- Paul Remoiville[3]
- Gustave Rivet[3]
- Armand Rivière[1],[3]
- Luc Roselli-Mollet[1]
- Bernard Roudier[1]
- Gaston Sarlat[1]
- Jean-Baptiste Saint-Martin[1]
- Jules Steeg[1]
- Émile Tarbouriech[1],[3]
- Jean-Baptiste Trystram[1]
- François Vermond (secrétaire en 1881)[1]
- Émile Villeneuve[1],[3]
- Daniel Wilson[3]

### 1881-1895: aile gauche des gouvernements opportunistes
En 1885, le groupe hésite quant à l'attitude à avoir avec le gouvernement qu'il estime être dans la compromission, surtout après l'échec de la révision de 1884. Il y a donc division entre ceux qui continue dans le système comme Georges Clemenceau ou contre, comme Alfred Naquet. Si la Gauche radicale est moins touché que l'Extrême-Gauche, le groupe est fortement divisé par les divergences stratégiques et politiques. Les élections de 1885, montre notamment de fortes tensions opposant les radicaux et les difficultés de faire des listes unitaires. Au sein des deux groupes intransigeants, la déception se transforme en colère voir en haine contre l'opportunisme des radicaux modérés, plantant les graines du boulangisme Après les élections, le groupe arrive à une quarantaine d'élus. Au cours de la législature, le groupe s'étend à droite et à gauche, pour approcher la centaine de membres en 1889. 
Dans les années 1887-1890, le groupe choisit finalement de s'opposer au boulangisme, ainsi qu'au socialisme naissant.

### 1895-1913: orientation au centre gauche
La Gauche radicale soutient activement le gouvernement Pierre Waldeck-Rousseau et prend parti pour Alfred Dreyfus lors de l'affaire affaire Dreyfus.
Dans les Années 1910, il au plus fort de son influence, avec plus d'une centaine de députés. Ses membres soutiennent le gouvernement Émile Combes dans son combat anticlérical et votent la loi de séparation des Églises et de l'État en 1905, sous le gouvernement Rouvier.
Ils sont en revanche réservés sur les lois sociales, telles que les retraites ouvrières et paysannes ou l’impôt sur le revenu.

### 1913-1914: scission avec le Parti radical-socialiste
À l'origine, les parlementaires élus sous l'étiquette du Parti radical-socialiste, fondé en 1901, choisissent le groupe parlementaire dans lequel ils siègent : soit la Gauche radicale, soit la Gauche radicale-socialiste.
En 1913, le Parti radical-socialiste décide que tout député élu avec l'appui du parti doit adhérer au second de ces groupes. Cette décision conduit au départ d'une cinquantaine de membres de la Gauche radicale, le nombre de députés membres du groupe chutant à 70. Ceux qui restent sont les radicaux les plus modérés, qui regardent maintenant plus à droite qu'à gauche, ainsi que les plus laïques de l'ARD.

### 1919-1924: union au centre avec le PRDS
Le groupe fait ensuite partie du Bloc national, soutenant les gouvernements conservateurs qui en découlent. Pour marquer cette volonté d'union, il fusionne en janvier 1920 avec les plus avancés des « républicains de gauche », proches du PRDS (ex-ARD). Ce nouveau groupe, qui compte environ cent-vingt députés se baptise groupe de la « Gauche républicaine démocratique ».

### 1924-1936: virage à droite
L'opposition entre « républicains de gauche », de plus en plus conservateurs et violemment opposés au cartel des gauches, et radicaux, qui y participent, amènent en 1924 à la recréation du groupe de la Gauche radicale.
L’année 1924 est d'ailleurs la dernière élection où les députés de la Gauche radicale s'allient avec les socialistes : leur virage à droite, à partir de 1926, l'échec du cartel et leur soutien à l'orientation droitière du gouvernement Poincaré d'Union nationale les amènent à rompre avec les alliances à gauche. 
Après 1926, le groupe opte pour le mot d'ordre « ni réaction, ni révolution », et prône une politique de « concentration républicaine » incluant le Parti radical, qu'ils veulent éloigner des alliances avec la SFIO, et les Républicains de gauche, qui forment désormais la droite républicaine modérée.
Le groupe est décrit par André Siegfried comme étant constituée de députés « socialement conservateurs qui voudraient ne pas rompre avec la gauche et qui votent donc, à droite sur les questions d'intérêts, à gauche sur les questions politiques ». Par sa position centriste, la Gauche radicale est souvent l'arbitre des différentes majorités.

### 1936: opposition au Front populaire
En 1936, le dirigeant de l'Alliance démocratique (ex-PRDS), Pierre-Étienne Flandin, tente d'ancrer durablement les radicaux indépendants dans le sillage de l'Alliance en remplaçant le vieux groupe parlementaire des Républicains de gauche par une « Alliance des républicains de gauche et des radicaux indépendants ». 
Cette tentative échoue : le groupe de la Gauche radicale devient le groupe de la « Gauche démocratique et radicale indépendante », en absorbant au passage l'essentiel du groupe des Indépendants de gauche. 

### Disparition
Le groupe disparaît avec le l’instauration du régime de Vichy et n’est pas reconstitué sous la Quatrième République. La plupart de ses anciens membres, devant l'envol des partis marxistes et le discrédit de la droite, préfèrent adhérer au Parti radical, qui vient de rejeter les alliances à gauche, ou à des formations de droite modérée, comme le PRL. Son électorat, essentiellement masculin, se tourne davantage vers le MRP.
Le Rassemblement des gauches républicaines (1946-1958), qui malgré son nom n'est pas de gauche, est considéré comme le continuateur de cette mouvance du centre droit laïque.

## Effectifs et dénominations
| Chambre             | Année | Nom                                                               | Nombre de députés | Évolution |
| ------------------- | ----- | ----------------------------------------------------------------- | ----------------- | --------- |
| Chambre des députés | 1881  | Gauche radicale (GR)                                              | 55                | –         |
| Chambre des députés | 1885  | Gauche radicale (GR)                                              | 91                | 36        |
| Chambre des députés | 1889  | Gauche radicale (GR)                                              | 62                | 29        |
| Chambre des députés | 1893  | Gauche progressiste (GP)                                          | 45                | 17        |
| Chambre des députés | 1898  | Gauche démocratique (GD)                                          | 45                | –         |
| Chambre des députés | 1902  | Gauche radicale (GR)                                              | 94                | 49        |
| Chambre des députés | 1906  | Gauche radicale (GR)                                              | 125               | 31        |
| Chambre des députés | 1910  | Gauche radicale (GR)                                              | 118               | 7         |
| Chambre des députés | 1914  | Gauche radicale (GR)                                              | 70                | 48        |
| Chambre des députés | 1919  | Gauche républicaine démocratique (GRD) (groupe commun avec l'ARD) | 94                | 24        |
| Chambre des députés | 1924  | Gauche radicale (GR)                                              | 43                | 51        |
| Chambre des députés | 1928  | Gauche radicale (GR)                                              | 54                | 11        |
| Chambre des députés | 1932  | Gauche radicale (GR)                                              | 51                | 3         |
| Chambre des députés | 1936  | Gauche démocratique et radicale indépendante (GDRI)               | 35                | 16        |